# Марково (Волосовский район)
Ма́рково (фин. Markkova) — деревня в Бегуницком сельском поселении Волосовского района Ленинградской области.

## История
Деревня Маркова упоминается на карте Санкт-Петербургской губернии Я. Ф. Шмидта 1770 года.
Согласно 8-й ревизии 1833 года деревня Марково принадлежала жене бригадира В. Л. Фермор.

МАРКОВА — деревня принадлежит наследникам графини Федмар, число жителей по ревизии: 26 м. п., 27 ж. п. (1838 год)

В пояснительном тексте к этнографической карте Санкт-Петербургской губернии П. И. Кёппена 1849 года она записана как деревня Alt Homutta (Маркова) и указано количество её жителей на 1848 год: савакотов —  25 м. п., 25 ж. п., всего 50 человек.
Согласно 9-й ревизии 1850 года деревня Марково принадлежала баронессе Екатерине Ивановне Велио.

МАРКОВА — деревня барона Фон-Велио, по просёлочной дороге, число дворов — 6, число душ — 22 м. п. (1856 год)

Согласно 10-й ревизии 1856 года деревня Марково также принадлежала помещице Екатерине Ивановне Велио.

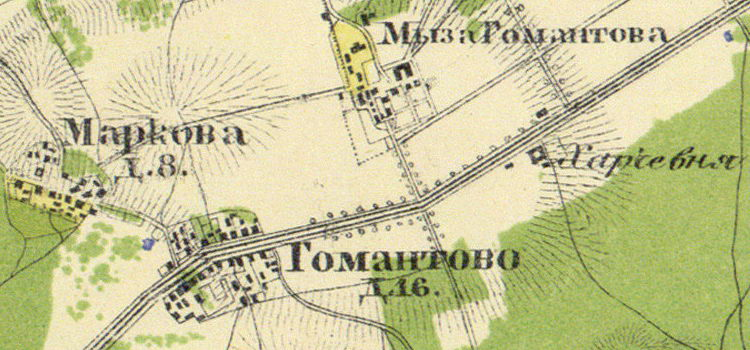
Деревня Марково на карте 1860 года

Согласно «Топографической карте частей Санкт-Петербургской и Выборгской губерний» 1860 года деревня называлась Маркова и насчитывала 8 крестьянских дворов.

МАРКОВО — деревня владельческая при пруде, по правую сторону Нарвского тракта из Стрельны, в 58 верстах от Петергофа, число дворов — 8, число жителей: 26 м. п., 22 ж. п. (1862 год)

В 1863 году временнообязанные крестьяне деревни выкупили свои земельные наделы у Е. А. Велио и стали собственниками земли.
В конце XIX века деревня административно относилась к Бегуницкой волости 1-го стана Петергофского уезда Санкт-Петербургской губернии, в начале XX века — 2-го стана. Население деревни было исключительно финским.
Согласно переписи населения СССР 1926 года в деревне Марково Бегуницкого сельсовета Бегуницкой волости Троцкого уезда проживали 77 человек, все финны и одна русская семья.
По данным 1933 года деревня Марково входила в состав Бегуницкого сельсовета Волосовского района.

План деревни Марково. 1938 год

Согласно топографической карте 1938 года деревня называлась Маркова и насчитывала 22 двора.
По данным 1966, 1973 и 1990 годов деревня Марково также входила в состав Бегуницкого сельсовета.
В 1997 году в деревне проживали 17 человек, в 2002 году — 12 человек (русские — 83 %), в 2007 году — 18.

## География
Деревня расположена в северной части района на автодороге А180 (E 20) (Санкт-Петербург — Ивангород — граница с Эстонией) «Нарва».
Расстояние до административного центра поселения — 3 км.
Расстояние до ближайшей железнодорожной станции Волосово — 18 км.

## Демография
| 1862 | 2002 | 2007 | 2010 | 2017 |
| ---- | ---- | ---- | ---- | ---- |
| 48   | ↘12  | ↗18  | ↗24  | ↗39  |

### Национальный состав
Согласно данным Всероссийской переписи населения 2021 года в деревне проживали 60 человек, из них:
 русские — 55, таджики — 3, украинцы — 2 человека.

## Известные уроженцы
- Пётр Абрамович Тикиляйнен (1921—1941) — Герой Советского Союза[27]

П. А. Тикиляйнен
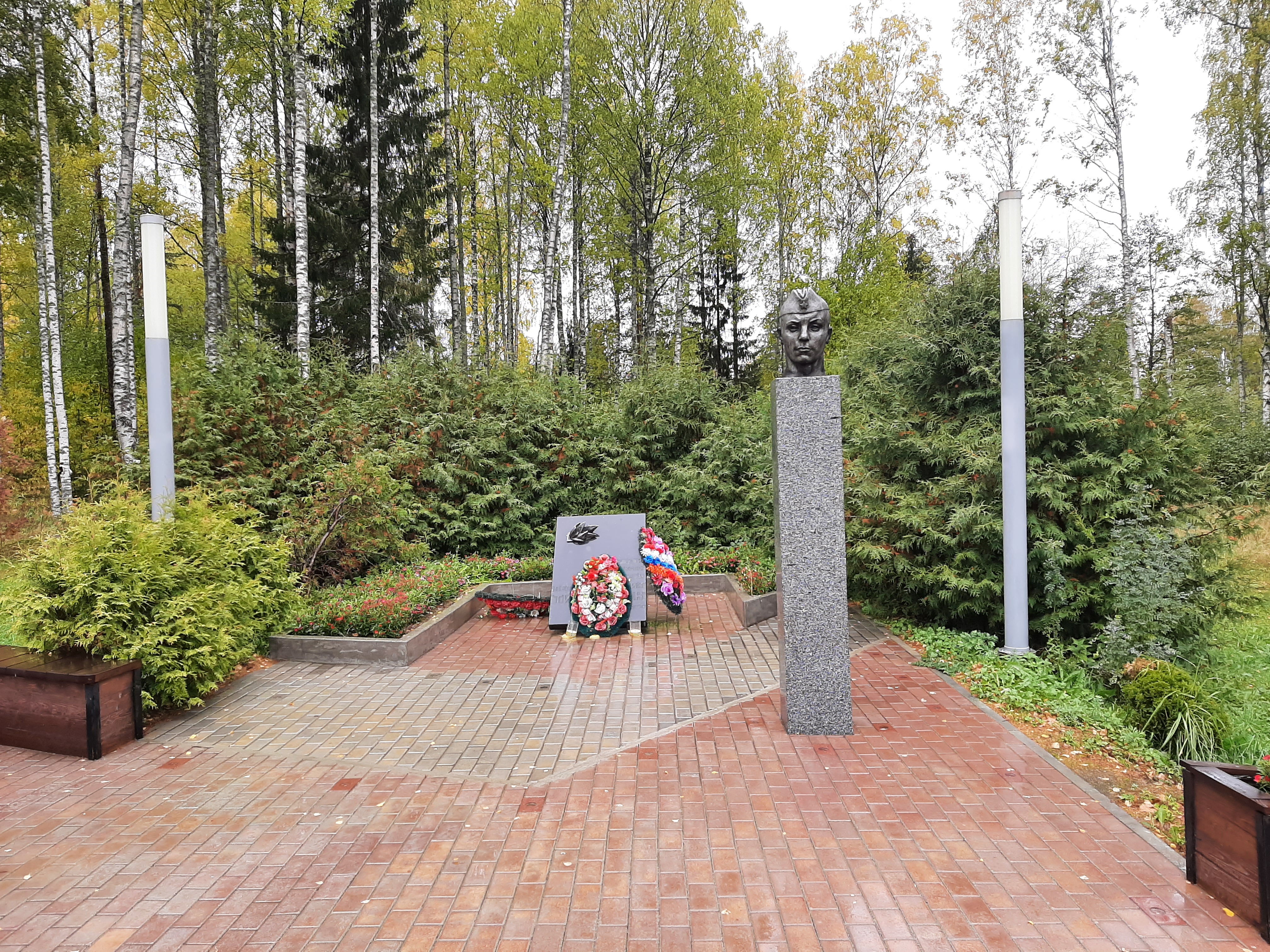
Памятник П. А. Тикиляйнену в Суоярви

## Улицы
Северная.